# الجعافرة السفلية (بوعروس)
الجعافرة السفلية هي إحدى مشيخات المملكة المغربية، تتبع جغرافيا لإقليم تاونات وإداريًا لبوعروس. يقدر عدد سكانها بـ 3269 نسمة حسب الإحصاء الرسمي للسكان والسكنى لسنة 2004.